# Veneto Banca
Veneto Banca era un istituto di credito con sede a Montebelluna, in provincia di Treviso, in liquidazione coatta amministrativa dal 25 giugno 2017 a seguito del Decreto-legge n. 99/2017.
Per effetto dell'atto di cessione d'azienda stipulato nella notte fra il 25 e il 26 giugno 2017, le centinaia di filiali della banca sono state acquisite da Intesa Sanpaolo al prezzo complessivo di 50 centesimi di euro; molte filiali sono poi state chiuse a partire da dicembre 2017.

## Storia
Il nucleo storico di Veneto Banca è rappresentato dalla Banca Popolare di Montebelluna, fondata nel 1877 ed il cui primo consiglio di amministrazione era così formato: Antonio Serena (Presidente), filandiere e futuro sindaco di Cornuda, Giovanni Ferrari e Giovanni Peratoner, Antonio Bolzon e Giobatta dell’Armi, Giovanni Polin, Gaetano Legrenzi, Giobatta Marcato, Giovanni Nardello..
La banca nacque a supporto di un territorio privo di strutture industriali rilevanti e fortemente impoverito dalla massiccia emigrazione verso il continente americano, in base ai principi, che allora andavano diffondendosi, in fatto di cooperativismo creditizio e di “amicizia di capitale e lavoro” del tedesco Hermann Schulze-Delitzsch e di Luigi Luzzatti.
La prima sede distaccata nacque nel 1914 a Pederobba. Con la Prima Guerra mondiale la banca assunse un'importanza fondamentale per sostenere gli artigiani in crisi e le attività di soci in difficoltà. La disfatta di Caporetto indusse il Prefetto a disporre che i valori fossero messi al sicuro dalla minaccia delle truppe austriache giunte sino al Piave. La finanza venne spostata a Ferrara e la banca sospese temporaneamente la sua attività.
Nel 1966, dalla fusione con la Banca Popolare del Mandamento di Asolo, nacque la Banca Popolare di Asolo e Montebelluna.
Nel luglio del 1984 il caveau della sede centrale fu oggetto di una clamorosa rapina ai danni delle cassette di sicurezza: l'ammontare del colpo, mai svelato ufficialmente, fu stimato in una cifra tra venti e duecento miliardi di lire.
Dopo avere accompagnato lo sviluppo del territorio contiguo nel corso degli anni del boom economico e per i successivi anni '70 e '80, in particolare il distretto della calzatura sportiva, gli anni '90 si chiusero con un evento che determinó la successiva evoluzione della banca. Tra il 1996 e il 1997, si ricercò un accordo con l'Istituto Bancario San Paolo di Torino che fu raggiunto il 4 febbraio 1997, ratificato da entrambi i consigli di amministrazione e che prevedeva la distribuzione dei prodotti e dei servizi dell’istituto torinese attraverso la rete della Popolare, mentre San Paolo accettava l’offerta di limitare la sua presenza in provincia di Treviso, cedendo inoltre due sue filiali alla banca popolare. Subito si avviò tra diversi soci e alcune personalità di spicco di Montebelluna un’intensa attività tesa a ostacolare l’accordo con la banca di Torino. Il 22 marzo 1997 in un Palazzetto Legrenzi affollato da quasi duemila soci, l’assemblea sostituì quasi interamente il Consiglio di amministrazione eleggendo diversi esponenti, come il nuovo Presidente Flavio Trinca e il Vicepresidente Franco Antiga, contrari all’intesa con San Paolo. Nel giro di pochi giorni l’accordo fu cancellato e venne nominato Direttore Generale Vincenzo Consoli.

### Veneto Banca
Nel 2000, a seguito dell'acquisizione della Banca di Credito Cooperativo del Piave e del Livenza, minata dallo scandalo della truffa perpetrata ai danni dei propri correntisti da una dipendente, la Banca assume la denominazione di Veneto Banca.
Inizia per Veneto Banca una fase di intenso sviluppo, caratterizzata da una serie di acquisizioni: la Banca Italo Romena nel settembre del 2000 e la Banca di Bergamo nell'aprile 2001.
La struttura fu completata da una serie di società controllate ed operanti nei vari settori contigui all'attività bancaria: Claris Factor (1990), Claris Assicurazioni (1998), Veneto Ireland Financial Services (1999), Claris Broker (2000) e Claris Leasing (2001).
Nel dicembre 2002 Veneto Banca creò Banca Meridiana, con l'acquisto di alcuni sportelli dell'ex Banca Mediterranea presenti in Puglia e Basilicata.
A febbraio 2005 venne acquistata Banca del Garda, istituto operante nelle aree venete contigue all'omonimo lago e incorporata in Veneto Banca nel 2007. Numerose le partecipazioni societarie. Tra le più importanti, quelle in: Cofito - Compagnia Finanziaria Torinese, holding del Gruppo BIM - Banca Intermobiliare, con cui fu varato un progetto di partnership nel private banking e nel wealth management; nella merchant bank Palladio Finanziaria (oggi Palladio Holding / PFH); in Sintesi 2000, specializzata nella consulenza per l'internazionalizzazione delle imprese, con sede a Milano e uffici a Hong Kong e Shanghai.
Nel 2006 la crescita di Veneto Banca tornò a dirigersi verso i Paesi dell'Europa orientale: venne acquisito il controllo di Eximbank, un istituto di credito nella Repubblica Moldava e di Gospodarsko Kreditna Banka - poi ribattezzata Veneto Banka - in Croazia.
Nel 2007 avvenne l'acquisizione della Banca Popolare di Intra, messa sul mercato a seguito delle difficoltà di incasso dei propri crediti verso il gruppo Finpart e dai provvedimenti cautelari emessi dalla magistratura contro i suoi vertici, e delle sue controllate Banca Popolare di Monza e Brianza ed Intra Private Bank. Veneto Banca oltrepassa la soglia dei 300 sportelli.
A inizio 2008 la capogruppo Veneto Banca Scpa divenne Veneto Banca Holding. La rete commerciale fu suddivisa in quattro piattaforme, affidate ai diversi istituti controllati: Veneto Banca s.p.a. a presidio del Nord Est; Banca Popolare di Intra s.p.a., che aveva incorporato Banca Popolare di Monza e Banca di Bergamo, nel Nord Ovest; Banca Meridiana s.p.a. nel Sud Est; le banche estere nell'Europa Orientale (Banca Italo Romena in Romania, Eximbank in Moldavia, Veneto Banka Croazia e Veneto Banka Albania).
Nel 2010 Veneto Banca portò a termine due nuove operazioni: il salvataggio di Cassa di Risparmio di Fabriano e Cupramontana (operativa nelle Marche, in Umbria e a Roma) e quella di Banca Apulia (con filiali in Puglia, Basilicata, Campania, Molise, Abruzzo, Marche e a Roma), nella quale fu incorporata Banca Meridiana.
Sempre nel 2010, Veneto Banca siglò un accordo con Co.fi.to. che la portò a controllare Banca Intermobiliare tramite un'offerta pubblica di acquisto amichevole sulle azioni della stessa; un'operazione che condusse il Gruppo Veneto Banca ad essere una delle prime 12 realtà bancarie italiane per masse amministrate.
A seguito delle ultime acquisizioni, la Banca si riorganizzò articolando la propria presenza nel territorio italiano su tre poli: la capogruppo Veneto Banca al Nord, Cassa di Risparmio di Fabriano e Cupramontana al Centro e Banca Apulia al Sud.
Nel 2011 la Capogruppo cambiò nuovamente la denominazione sociale da Veneto Banca Holding S.c.p.A. a Veneto Banca S.c.p.A. e perfezionò la fusione di Co.fi.to in Veneto Banca ed il conseguente acquisto da parte di quest'ultima del controllo di Banca Intermobiliare d'Investimenti e Gestioni e Banca Ipibi Financial Advisory.
Nel 2012 si completarono il processo d'integrazione del Gruppo Banca Intermobiliare e il programma di semplificazione della struttura societaria del Gruppo Apulia. Si diede impulso ulteriore al riassetto organizzativo relativo alla presenza in Romania con il trasferimento a Banca Italo Romena della controllata Italo Romena Leasing, che cambiò denominazione sociale in Monteverde Consulting.
Nel 2013 Cassa di Risparmio di Fabriano e Cupramontana venne fusa in Veneto Banca, divenendo la Direzione Territoriale della capogruppo a presidio del Centro Italia.
Alla fine di luglio del 2015 Vincenzo Consoli, dopo un regno durato 17 anni, rassegnò le proprie dimissioni da direttore generale, ruolo assunto l'anno precedente dopo avere lasciato quello di amministratore delegato. Gli succedette Cristiano Carrus.
Nel mese di ottobre 2015 fu presentato il piano industriale del Gruppo per il periodo 2015-2020, che prevedeva la chiusura di 130 filiali entro il 2017.

### La trasformazione in S.p.A. Contract design
L'assemblea straordinaria dei soci del 19 dicembre 2015 approvò la trasformazione da Soc. Coop. a Società per Azioni (S.p.A.) come richiesto dal decreto legge 3/2015 del Governo Renzi, e la conseguente quotazione in borsa, con la necessità di un aumento di capitale da 1 miliardo di € per migliorare i deteriorati coefficienti patrimoniali (Core Tier). I soci dissenzienti potevano recedere al prezzo di 7,30 € (perdita del valore dell'80% sul valore nominale), come determinato dal consiglio di amministrazione del 2 dicembre 2015.

### Il controllo del Fondo Atlante
Il 5 maggio 2016 si registrò un evento inatteso: la lista organizzata dagli azionisti ostili al CDA in carica ottenne la necessaria maggioranza nell'assemblea straordinaria dei soci tenuta al Pala Expo Venice di Marghera e riuscì a sostituire il board pressoché per intero. Stefano Ambrosini fu eletto presidente, Giovanni Schiavon, ex presidente del Tribunale di Treviso e capofila delle associazioni degli azionisti, vicepresidente. Tuttavia, questa fase ebbe breve durata perché all'aumento di capitale di fine giugno 2016 aderirono solamente il 2,2% dei vecchi azionisti, notevolmente meno della percentuale minima stabilità dalla Borsa Italiana per assicurare un flottante sufficiente, pari al 25%, per cui il 27 giugno venne revocata l'autorizzazione alla quotazione alla Borsa di Milano. Di conseguenza, agli aderenti fu riconosciuto il diritto di revoca che fu esercitato per un totale di 108.131.234 nuove azioni; tutto il resto dell'aumento di capitale da un miliardo di euro, con l'emissione di 10 miliardi di nuove azioni a 0,10 euro, venne sottoscritto dal Fondo Atlante (9.885.823.295 azioni, per un controvalore complessivo di 988.582.329,50 euro), Fondo che arrivò così a controllare il 97,64% del capitale azionario dell'istituto.
L'8 agosto 2016, in un'assemblea con scarsissima affluenza, Beniamino Anselmi, ex Presidente del Comitato esecutivo di Banca Carige, venne eletto Presidente del nuovo CdA targato Fondo Atlante. Cristiano Carrus fu confermato Amministratore delegato.
Su spinta del fondo Atlante, azionista anche della Popolare di Vicenza, istituto bancario in difficoltà, viene pianificato un piano di fusione delle due banche popolari venete.
Appena qualche giorno prima, l'ex amministratore delegato Vincenzo Consoli era stato arrestato su ordine della Procura della Repubblica di Roma con l'accusa di ostacolo alla vigilanza.
Il 7 novembre 2016 Beniamino Anselmi rassegnò le dimissioni da Presidente del CdA dopo quasi tre mesi dall'elezione in aperta polemica con le scelte industriali del consiglio.
Maurizio Lauri, Presidente di Banca Intermobiliare, assume la Presidenza ad interim.
L'11 novembre Massimo Lanza, Presidente di Fondazione di Venezia dal 2004 al 2011 poi Consigliere del CdA dal 2011 al 2014 è nominato Presidente del CdA.

### Il piano "Tiepolo"
Alla fine di giugno del 2017 fu svelato il piano di fusione presentato alla Bce, denominato "Tiepolo", prevedeva il ridimensionamento e l'unificazione dei due istituti come filiali e servizi, con focalizzazione nel nord est con la cessione delle banche nelle altre parti d'Italia (sarebbero rimaste attive solo le filiali in Lombardia, Veneto, Trentino, Friuli Venezia Giulia, Roma, Puglia, Basilicata, Sicilia e Calabria), la cessione delle partecipate estere nell'est Europa, delle quote in Banca Intermobiliare, in Sec Servizi (società di software bancari). Veniva prevista una ricapitalizzazione di circa 1 miliardo di euro per le due banche in fusione e una drastica riduzione del personale: 11.233 occupati sarebbero passati a 7.369 entro il 2021. La riduzione di circa 3.900 risorse, suddivise tra circa 1.500 provenienti dalle cessioni societarie e circa 2.400 da efficientamento degli organici, avrebbe generato una riduzione del 40% circa del costo del lavoro. Era prevista, inoltre, una riduzione del costo del management del 50%. Di conseguenza si sarebbe ottenuta una riduzione dei costi operativi da 1,35 miliardi a 832 milioni di euro con un risultato netto da un rosso complessivo di 3,4 miliardi del 2016 al primo utile stimato di 12 milioni nel 2019 fino ai 377 milioni stimati per il 2021, circa 600 milioni di dividendi tra il 2020 e 202 e una crescita in cinque anni dell’indice di patrimonializzazione Cet 1 ratio da 8,2% a 13,5%. L’Npe ratio doveva infine passare dal 37% al 15%. Tuttavia la Bce negò il supporto e l'autorizzazione al piano definito "debole e non credibile", facendo decadere quanto predisposto dai due Cda.

### La cessione gratuita ad Intesa Sanpaolo
Il 23 giugno 2017 la Banca Centrale Europea accerta che Veneto Banca e Banca Popolare di Vicenza sono in dissesto o a rischio di dissesto. Il 25 giugno 2017 il Governo Gentiloni approva  il Decreto-legge n. 99/2017, che dispone la liquidazione coatta amministrativa delle due banche. Nella notte fra il 25 e il 26 giugno i commissari liquidatori nominati dalla Banca d'Italia, in attuazione delle indicazioni del Ministero dell'economia e delle finanze, provvedono alla cessione di attività e passività aziendali a Intesa Sanpaolo, al prezzo simbolico di 50 centesimi di euro per ciascuna delle due banche, e con un costo per le casse dello Stato per garanzie a Banca Intesa di 5 miliardi di euro.
I crediti deteriorati, esclusi dalla cessione, saranno successivamente trasferiti a una società a partecipazione pubblica, la SGA.

## Attività
Il Gruppo Veneto Banca al 31 dicembre 2016 poteva contare su una rete di 480 filiali, un organico di 5.944 dipendenti ed un azionariato costituito da circa 75.000 soci.

## Controversie giudiziarie
Nel febbraio 2022 il Tribunale  di Treviso ha condannato in primo grado l'ex amministratore delegato Vincenzo Consoli a 4 anni di reclusione in relazione al crac della banca per le accuse di ostacolo alla vigilanza e falso in prospetto. Per il reato di aggiotaggio bancario è stata invece dichiarata la prescrizione. Disposta la confisca di 220 milioni di euro.